# Exhibition Place

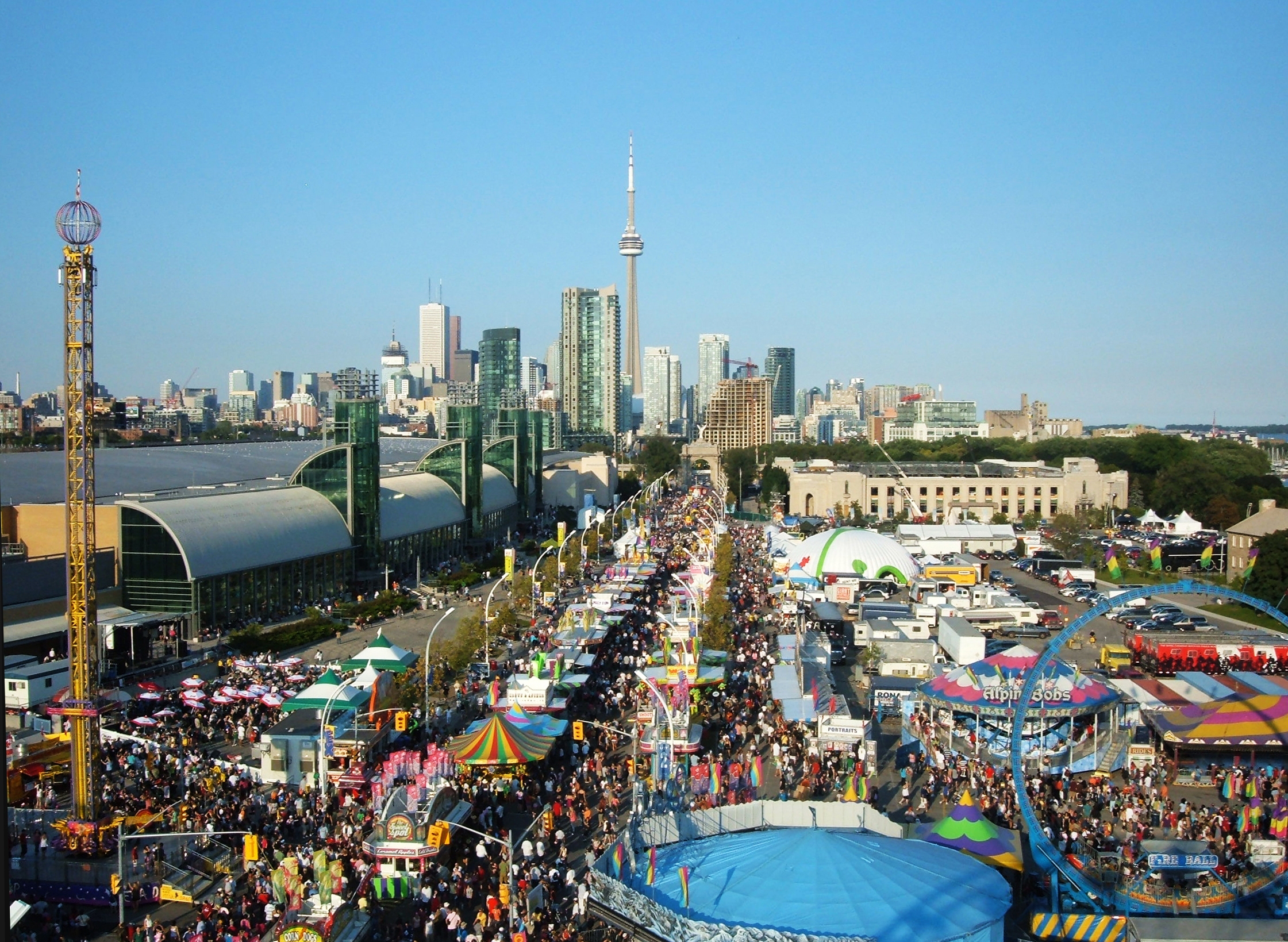
Una veduta generale dell'Exhibition Place.

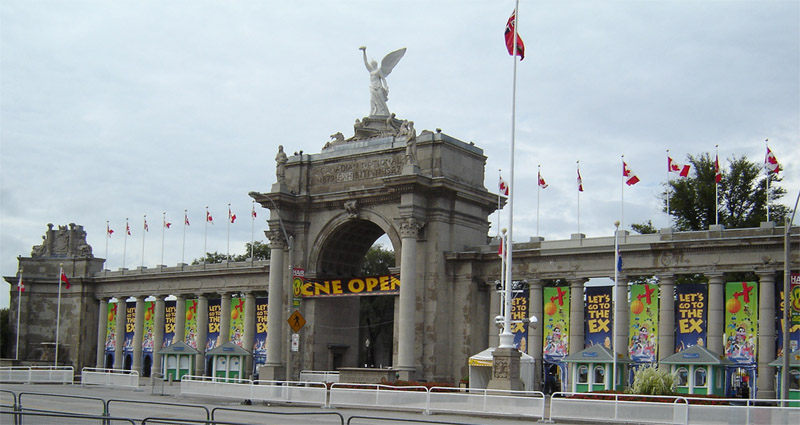
L'ingresso principale nel 2005 in occasione della CNE.

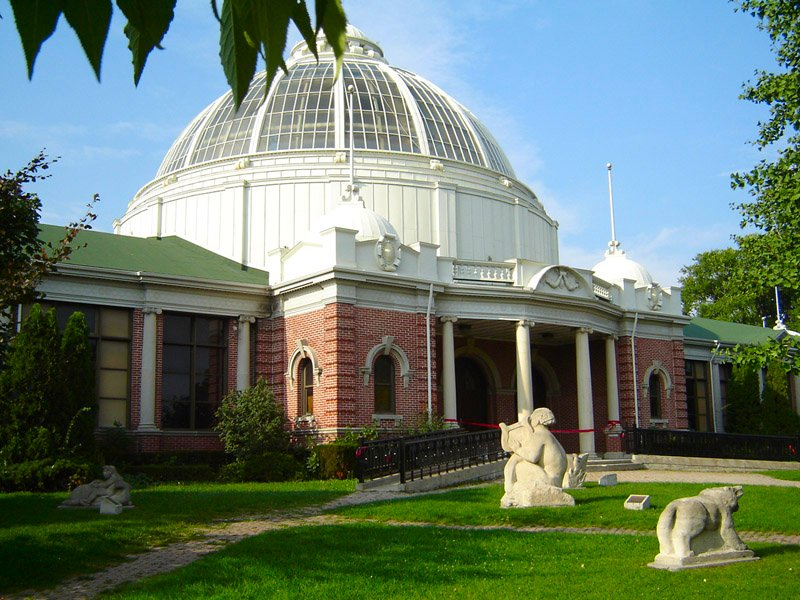
L'Horticulture Building.

Exhibition Place si trova nella città di Toronto in Canada, sulle sponde del Lago Ontario. Occupa un'area di 80 ha e al suo interno vi sono aree espositive, di commercio, ristoranti, teatri e sale per concerti, parchi, attrezzature sportive, e numerosi siti storici provinciali e nazionali.
Da metà agosto fino ai primi di settembre, ogni anno, vi si tiene la Canadian National Exhibition (CNE) (Fiera nazionale del Canada), una delle fiere più grandi e di maggior richiamo di tutto il Nord America; rappresenta una parte importante della cultura della città e della nazione intera.
L'area da un lato è protetta per la presenza di edifici di pregio, sull'altro fronte vi sono diverse azioni di sviluppo. Infatti nell'area sorgono cinque edifici (Fire Hall/Police Station, Government Building, Horticulture Building, Music Building e il Press Building), tutti progettati da George Gouinlock, che nel 1988 sono stati riconosciuti come National Historic Site of Canada.

## Circuito automobilistico
Nel 1986 le strade di Exhibition Place furono trasformate per la prima volta in un circuito per le corse automobilistiche americane a ruote scoperte. La gara, conosciuta oggi come Honda Indy Toronto, da allora si svolge ogni anno nel mese di luglio e fa parte della IndyCar Series. Oltre alla gara IndyCar, si tengono diverse gare di supporto, tra cui Indy NXT e NASCAR Canada Series, oltre a mostre di venditori, concerti e altre attività fuori dalla pista. Il tracciato utilizza strade locali che si snodano attraverso e attorno a Exhibition Place e  la corsa si svolge in un fine settimana, con le strade chiuse dal giovedì al lunedì.

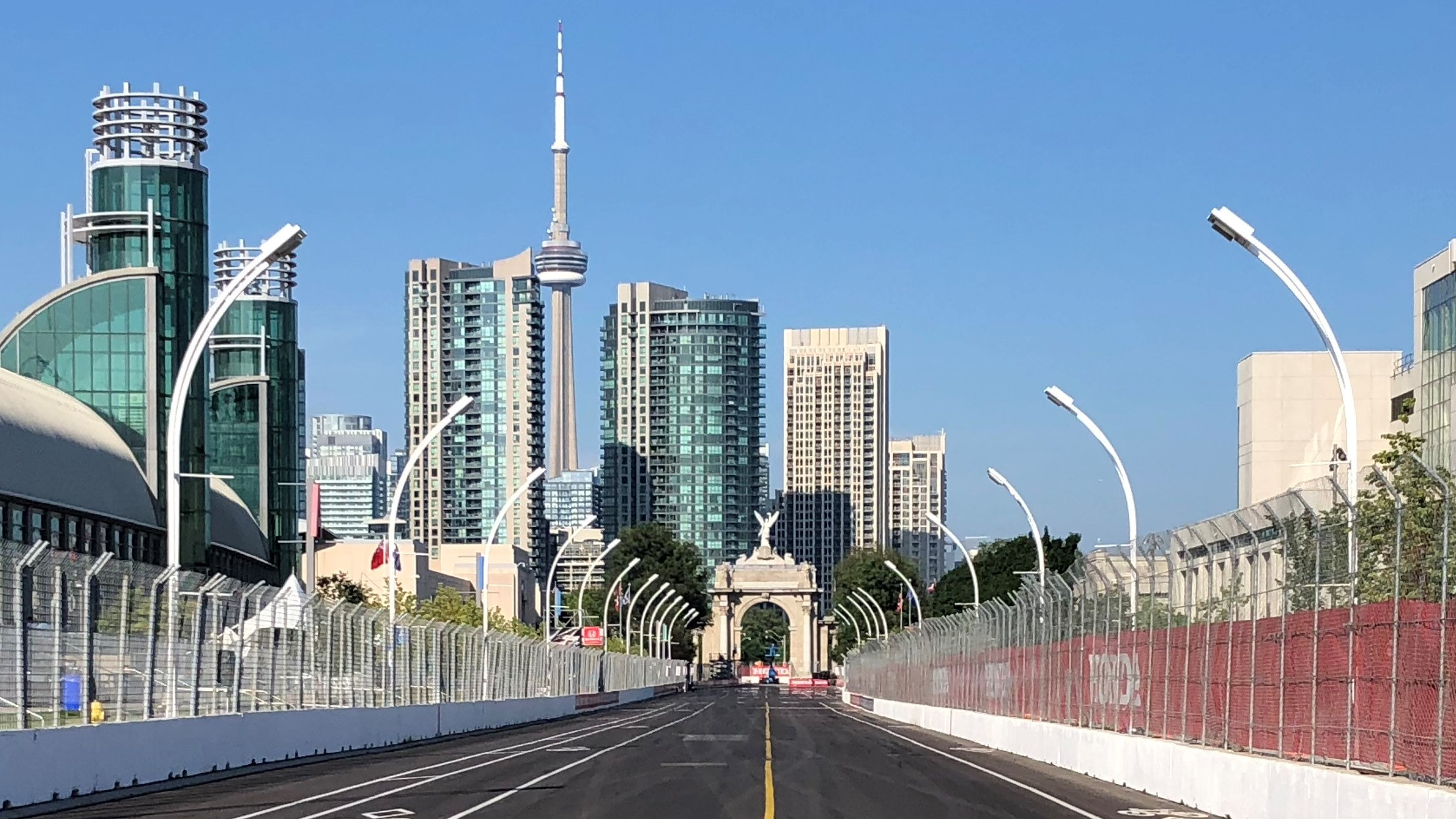
Il rettilineo di partenza e la prima curva.

Il traguardo si trova su Princes' Boulevard, leggermente a ovest di Newfoundland Drive. Dal traguardo, i piloti si dirigono a est verso l'ingresso monumentale (Princes' Gates), svoltando a destra (sud) su Canada Boulevard prima di raggiungerlo. Da Canada Boulevard, la pista prosegue direttamente su Lake Shore Boulevard (verso ovest), che comprende il rettilineo più lungo del circuito. I piloti rientrano nell'area espositiva da Ontario Drive, dirigendosi a nord verso Princes' Boulevard dove svoltano a sinistra (ovest). Il circuito prosegue su Manitoba Drive e si dirige a nord-est e poi a est fino a raggiungere Nova Scotia Avenue. Qui i piloti girano a destra (sud), quindi percorrono una serie di curve sinistra-destra-sinistra fino a ricongiungersi a Princes' Boulevard e dirigersi a est verso il traguardo.

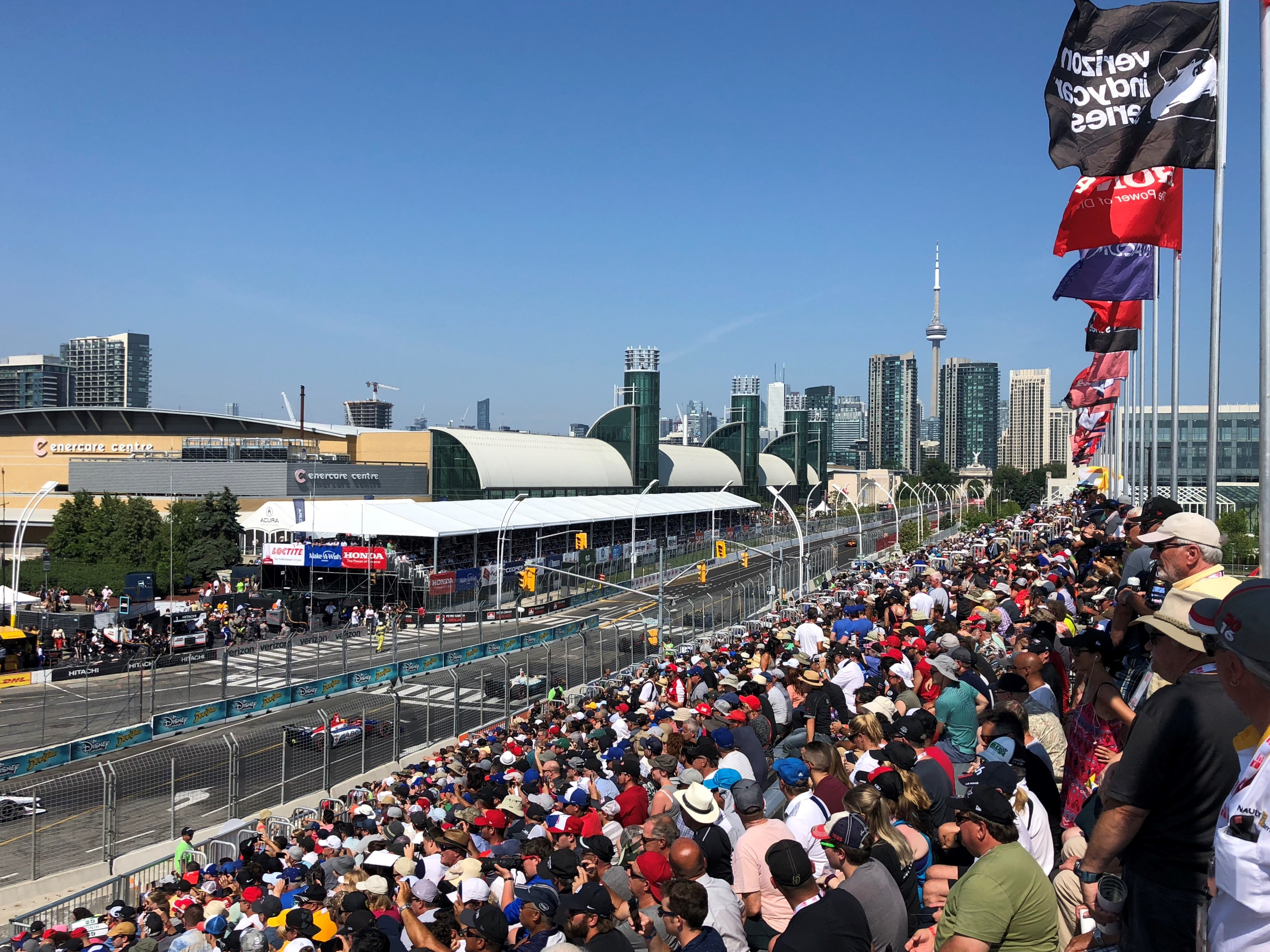
La gara della IndyCar nel 2018.

Exhibition Place è uno dei sette circuiti canadesi ad aver ospitato una gara di Formula Indy, insieme a Mosport, Vancouver, Edmonton, Montreal, Mont-Tremblant e Sanair.